# 박지현 (컬링 선수)
박지현(1979년 8월 4일~)은 대한민국의 컬링 선수이다.